# Seychelse roepie
De roepie is sinds 1914 de munteenheid van de Seychellen. Eén roepie is honderd cent. In de lokale creoolse taal is de naam roupi gebruikelijk.
De volgende munten worden gebruikt:
- 5 cent
- 10 cent
- 25 cent
- 1 roepie
- 5 roepie

Bankbiljetten zijn er in:
- 10 roepie
- 25 roepie
- 50 roepie
- 100 roepie
- 500 roepie